# Max Dennstedt
Max Eugen Hermann Dennstedt (* 27. Mai 1852 in Berlin; † 19. Juni 1931 in Matzdorf) war ein deutscher Chemiker.

## Biografie
Dennstedt wurde in Berlin als Sohn des Rittergutsbesitzers und Polizeihauptmanns Hermann Dennstedt und dessen Ehefrau Emilie geb. Bornschein geboren. Von 1876 bis 1878 studierte er Chemie an der Universität Berlin und promovierte dort 1879 bei August Wilhelm Hofmann. Ab 1883 war er Privatdozent an der Universität Rom, arbeitete dort bei Cannizzaro und Ciamician auf dem Gebiet der Pyrrolchemie und habilitierte sich. Von 1885 bis 1890 lehrte er als Honorarlehrer, etatmäßiger Lehrer (1887) und Professor (1889) Chemie an der Vereinigten Artillerie- und Ingenieurschule in Berlin. 1891 heiratete er in Tannhausen Hedwig Margarethe Marie Sophie Websky, Tochter eines Fabrikbesitzers. 1893 übernahm er die Leitung des Chemischen Staats-Laboratoriums an der Universität Hamburg. Zudem arbeitete er als forensischer Gerichtsgutachter und gilt als einer der Pioniere der fotografischen Anwendungen in der gerichtlichen Beweisführung. Nach Abschluss seiner Untersuchungen über das Pyrrol befasste er sich mit Analytischer Chemie, erzielte auf dem Gebiet der Elementaranalyse organischer Verbindungen große Forschungserfolge. 1910 wurde er aus gesundheitlichen Gründen emeritiert.